# جامعة القديس توما الأكويني البابوية
جامعة القديس توما الأكويني البابوية (بالإنجليزية: Pontifical University of Saint Thomas Aquinas)‏ هي جامعة، تأسست في 1576، في إيطاليا.